# 蘇阿維南德里亞納區
蘇阿維南德里亞納區，是馬達加斯加的行政區，位於該國中部，由伊達西區負責管轄，首府設於蘇阿維南德里亞納，面積1,856平方公里，2011年人口177,393，人口密度每平方公里79人。